# Kanton Auch-1
Der Kanton Auch-1 ist seit 2015 ein französischer Wahlkreis in der Region Okzitanien. Er liegt in den Arrondissements Auch und Mirande des Départements Gers. Hauptort des Kantons ist die Stadt Auch.

## Geographie
Der Kanton liegt in der Mitte des Départements. 

## Geschichte
Der Kanton wurde am 22. März 2015 im Rahmen der Neugliederung der Kantone neu geschaffen. Seine Gemeinden gehörten bis 2015 zum Kanton Auch-Sud-Ouest. 

## Gemeinden
Der Kanton besteht aus sechs Gemeinden und Gemeindeteilen mit insgesamt 11.139 Einwohnern (Stand: 1. Januar 2022) auf einer Gesamtfläche von 159,04 km²:
| Gemeinde             | Einwohner 1. Januar 2022 | Fläche km² | Dichte Einw./km² | Code INSEE | Postleitzahl | Arrondissement |
| -------------------- | ------------------------ | ---------- | ---------------- | ---------- | ------------ | -------------- |
| Auch                 | 6.954                    | 36,38      | 191              | 32013      | 32000        | Auch           |
| Barran               | 673                      | 52,82      | 13               | 32029      | 32350        | Mirande        |
| Le Brouilh-Monbert   | 236                      | 12,96      | 18               | 32065      | 32350        | Mirande        |
| Lasséran             | 350                      | 15,06      | 23               | 32200      | 32550        | Mirande        |
| Pavie                | 2.540                    | 24,67      | 103              | 32307      | 32550        | Auch           |
| Saint-Jean-le-Comtal | 386                      | 17,15      | 23               | 32381      | 32550        | Mirande        |
| Kanton Auch-1        | 11.139                   | 159,04     | 70               | 3204       | –            | –              |

1. ↑   Nur der südwestliche Teil der Gemeinde, der Rest verteilt sich auf die Kantone  Auch-2 und Auch-3.

## Wahlen zum Rat des Départements Gers
Bei den Wahlen am 22. März 2015 erzielte keine Partei die Mehrheit. Bei der Stichwahl im 2. Wahlgang am 29. März 2015 gewann das Gespann Chantal Dejean-Dupèbe/Christian Laprebende (PS) gegen Eric Bonnet/Rose-Marie Miotti (Divers droite)  mit einem Stimmenanteil von 60,74 % (Wahlbeteiligung:54,16 %).